# Andrea Zuckerman
Andrea Zuckerman est un personnage de fiction qui apparaît dans les 5 premières saisons de la série Beverly Hills 90210 ainsi que dans les saisons 6, 8 et 10 en tant qu'invité. Elle est interprétée par Gabrielle Carteris.
Andrea était la rédactrice en chef du journal de l'école West Beverly Blaze. Au début de la série, Andrea s'est liée d'amitié avec Brandon Walsh, qui lui a permis d'entrér dans le groupe. Bien qu'initialement étrangère au trio féminin de Brenda, Donna et Kelly, Andrea est progressivement devenue de bonnes amies avec les trois filles.

## Histoire du personnage

### Saison 1 à 3
Andrea est présente au début de la première saison, elle vit avec ses parents à Van Nuys et faisant secrètement le trajet de chez elle  à West Beverly High contre les règles de l'école, en utilisant le petit appartement de sa grand-mère à Beverly Hills comme adresse postale. Ses parents n'ont été montrés qu'une seule fois pendant la diffusion de la série. De plus, dans la première saison, Andrea déclare qu'elle a une sœur, mais cette sœur n'est jamais vue et n'est plus jamais mentionnée.
Au cours de l'été 1991, alors qu'elles fréquentaient l'école d'été avec Brenda et Donna, Andrea et Brenda sont brièvement entrée en compétition lorsqu'elles ont toutes deux eu le béguin pour leur professeur d'art dramatique, l'enseignant a décidé de faire des avances inappropriées à Andrea, ce qu'elle a encouragé et engagé, jusqu'à ce qu'elle découvre que l'enseignant avait une autre petite amie. L'été suivant, elle a travaillé comme monitrice de camp de jour au Beverly Hills Beach Club et s'est particulièrement intéressée à aider un jeune garçon sourd nommé Cameron. Elle a été blessée durant délit de fuite alors qu'elle rentrait chez elle de West Beverly à l'automne de sa dernière année. Même si tout ce dont elle se souvenait était la couleur et la taille de la voiture, elle est restée positive et optimiste pendant la période qui a suivi.
La dernière année d'Andrea s'est améliorée lorsqu'elle a été acceptée à l'Université de Yale et a eu le béguin pour Gil Meyer, un jeune professeur d'anglais et conseiller en journalisme. Mais elle l'a accusé de sexisme lorsqu'il a choisi Brandon comme rédacteur en chef de The Blaze . Plus tard, Andrea et Brandon sont devenus les co-rédacteurs en chef du journal et ont fait la paix, Andrea voit Gil avec sa petite amie. Gil est vu pour la dernière fois lors de la fête d'adieu d'Andrea à la fin de la cinquième saison.

#### Relation avec Brandon Walsh
Andrea et Brandon ont été identifiés en tant que couple possible tout au long des saisons 1 à 3. Dès le début, il a été établi qu'Andrea avait des sentiments pour Brandon, mais qu'il la considérait davantage comme une amie. Ils ont d'abord partagé un bref baiser dans l'épisode de la saison 1 " Quand le chat est parti, les souris dansent ", avec un Brandon ivre initiant le baiser, et Andrea le rejetant pour son comportement inapproprié. Ce qui pourrait être considéré comme leur premier baiser s'est produit dans la finale de la saison 1 " Une Petite Peur ", qui présentait Andrea offrant sa virginité à Brandon alors qu'ils montaient sur un carrousel. Brandon  exprimant enfin ses sentiments pour elle, disant à sa sœur qu'il la trouve jolie et fantasmant sur une "Andrea sexy". dans une robe rouge moulante, pas de lunettes et un tablier de service. L'épisode se termine avec Andrea qui décident de ne pas avoir de relation sexuelle, persuadée par Kelly (qui plus tard aura une relation avec Brandon) de transformer la promesse de leur rendez-vous sexuel en un moyen d'amener Brandon à une fête d'adieu surprise. au Peach Pit. Malgré l'insistance de Brandon sur le fait qu'il aimerait toujours mettre leurs plans à exécution, Andrea décide qu'il vaut mieux qu'ils restent amis. Brandon, dont les parents décident finalement de ne pas quitter Beverly Hills, évoque à nouveau la possibilité qu'ils commencent une relation l'épisode suivant, moment auquel Andrea rejette à nouveau l'idée en faveur de leur amitié.
La saison 2 a apporté un autre baiser, cette fois alors qu'il était sous l'effet de la drogue "U4IA" (ecstasy) que lui avait donnée sa petite amie de l'époque Emily Valentine, et plus de désir d'Andrea, y compris une jalousie sérieuse envers elle. part sur lui et Emily. Kelly encourage Andrea à prendre l'initiative d'aller chercher ce qu'elle veut, mais Andrea est tout simplement incapable et refuse.
La saison 3 marque le tournant et la réconciliation de leurs amours. Andrea et Brandon travaillent à nouveau au Beverly Hills Country Club, Brandon exprimant son appréhension à l'idée de travailler avec Andrea, craignant que ses sentiments pour lui n'entravent sa capacité à sortir avec lui pendant l'été. À l'insu de Brandon et du reste du groupe, Andrea commence à sortir avec le bel ancien rédacteur en chef de The Blaze et West Beverly, Jay, une relation inattendue étant donné qu'il est un républicain convaincu et qu'elle est une libérale féroce. Cela suscite une intense jalousie chez Brandon, qui ne supporte pas de les voir s'embrasser et sortir, ce qui incite Steve à suggérer qu'il se bouge avant qu'il ne soit trop tard. Un jour après le travail, alors qu'elle était en route pour retrouver Jay, Brandon lui demande de ne pas y aller et se penche pour l'embrasser. Furieuse, Andrea le rejette, lui demande "Qu'est-ce qui te fait penser que tu es si sacrément irrésistible ?", et l'accuse de vouloir être avec elle que parce qu'elle est enfin prise. Ils finissent par se réconcilier, Andrea taquine Brandon sur son mauvais timing, et Brandon se lamentant "vous ne savez pas ce que vous avez jusqu'à ce qu'il soit parti".
À partir de ce moment, une grande partie de la tension romantique entre les personnages s'estompe, Brandon sortant avec une camarade de classe nommée Nikki et Andrea continuant à sortir avec Jay dans une relation à distance. Les deux se sont fait larguer le même jour, et regardent "C'est une vie merveilleuse" ensemble, ils ont commencé à s'embrasser passionnément. Andrea arrête le baiser, l'accusant de penser à Nikki, il l'accuse à son tour de penser à Jay, et les choses se transforment rapidement en une dispute. Ils se réconcilient une fois de plus.
La dernière tentions romantique entre les personnages se produit au Senior Prom. Le petit ami d'Andrea et l'ami de Brandon d'un autre lycée, Jordon Bonner, tombe soi-disant malade juste avant d'ammener Andrea au bal. Brandon, qui n'avait pas l'intention d'y assister, est encouragé par son ami Steve à demander à Andrea d'aller au bal avec lui. Ils vont alors au bal ensemble, avec lui enfreignant sa règle de "pas de danse" pour elle, lui disant qu'il n'y avait personne d'autre au monde avec qui il préférerait être là. À travers les événements commencés par le rendez-vous de Brenda, qui a présomptueusement réservé un hôtel pour qu'ils passent la nuit, et son rejet ultérieur, Brandon et Andrea se retrouvent avec la clé d'une suite. Andrea et Brandon se retrouvent sur le lit, envisageant de dormir ensemble. L'épisode se termine sans que nous connaissions le dénouement, qui est révélé la semaine suivante. Nous apprenons que Brandon a décidé que leur amitié était bien trop importante pour être ruinée avec une nuit, ce qui, après avoir surmonté des sentiments blessés, Andrea convient que c'est pour le mieux. Cela marque la fin d'un va-et-vient romantique de trois saisons entre Brandon et Andrea. Alors qu'ils continueraient à avoir une amitié très étroite, partageant même quelques baisers complètement platoniques, toute la tension romantique entre les deux est résolue à la fin de la saison 3, sans qu'aucun ne se languisse à nouveau après l'autre.

### Saison 4
Andrea refuse d'aller à Yale pour fréquenter l'Université de Californie avec le groupe. Elle a créé une amitié avec Donna  lorsqu'elles ont partagé leur décision d'attendre pour avoir des relations sexuelles. Andrea rompt finalement ce pacte alors qu'elle était à l'université lorsqu'elle a une relation sexuelle avec Dan Rubin. Andrea et Brenda se retrouvent une fois de plus sur des côtés opposés en 1994 lorsque Brenda rejoint un groupe qui a tenté de libérer les animaux d'un laboratoire de test CU. Andrea a travaillé dans l'établissement et s'est sentie trahie que Brenda ait fait une telle chose puisque le laboratoire n'a en fait rien fait pour nuire aux animaux en premier lieu et a plutôt mené des études à utiliser dans le but de faire des progrès médicaux pour les gens. Cette saison, plus que toutes les autres, montre Andrea se rapprochant des filles du groupe, le célèbre trio Kelly / Brenda / Donna s'élargissant un peu pour inclure Andrea, qui était auparavant principalement amie avec Brandon et Brenda. Elle se lie d'amitié avec Donna et Kelly.
Peu de temps après avoir commencé sa relation avec Dan Rubin, Andrea a rencontré Jesse Vasquez à la fête du 20e anniversaire de Jim et Cindy Walsh, au cours de laquelle Jesse travaillait comme barman pour payer ses études universitaires pendant qu'il fréquentait CU pour un diplôme en droit. Peu de temps après, alors qu'elle était encore avec Dan, Andrea a commencé à avoir une relation avec Jesse. Elle a ensuite officiellement rompu avec Dan. Furieux parce qu'il était amoureux d'elle, Dan a adressé des commentaires raciaux inappropriés à Jesse. Dan a finalement quitté le dortoir, et Jesse et Andrea ont continué à sortir ensemble.
Andrea Zuckerman, n'ayant couché qu'une seule fois avec Jesse sans protection, découvrit bientôt qu'elle était enceinte. Après avoir envisagé un avortement, Andrea a finalement décidé de garder le bébé, ce qui forme le lien étroit mentionné précédemment avec Kelly, qui a aidé Andrea à prendre cette décision. Andrea a épousé Jesse lors d'une cérémonie civile, et elle a ensuite donné naissance prématurément à leur fille, Hannah Vasquez.

### Saison 5
Après qu'Hannah ait passé des mois à l'hôpital, Andrea et Jesse ont finalement pu la ramener à la maison.
Plus tard, son mariage a été mis en difficulté quand elle et Jesse ont eu du mal à surmonter leurs différences religieuses car elle était juive et lui catholique. Plus tard, une transformation physique complète a été autorisée, bien qu'elle ait déjà jeté les lunettes un an auparavant, les cheveux d'Andrea étaient soudainement blonds et elle a été autorisée à porter une mode plus soucieuse de son corps, peut-être dans le but de la mettre visuellement en relation avec le reste des femmes. Tous les aspects du «nerd» frontalier autrefois socialement maladroit ont maintenant été effacés.
Andrea a eu une autre histoire inattendue lorsqu'elle a trompé son mari avec l'interne en médecine Peter, qui a essayé de venir la chercher à la laverie automatique alors qu'il supposait qu'elle était la baby-sitter de la petite Hannah, pas sa mère. Elle a jeté le numéro de téléphone qu'il lui avait donné, mais plusieurs épisodes plus tard, après l'avoir rencontré à nouveau à la laverie à un moment où son mariage était en difficulté, elle a finalement décidé de l'appeler. Ils ont commencé une liaison torride, se faufilant au travail pour être ensemble et allant jusqu'à réserver une chambre de motel. Enfin, Andrea était avec Jesse lorsqu'ils ont rencontré Peter et sa femme Adrian; ils ont fini par dîner ensemble, au cours duquel Andrea et Peter partagent un fantasme qui les dépeint. Andrea a finalement décidé qu'elle était amoureuse de Peter; elle l'a informé qu'elle quittait Jesse pour lui et s'attendait à ce qu'il quitte Adrian. Peter a été surpris et lui a dit qu'il n'avait pas l'intention de quitter sa femme et qu'il était satisfait de leur liaison. Andrea a mis fin à leur liaison et a été réconfortée par son ami Dylan, qui par hasard l'avait découverte et confrontée. Finalement, Andrea et Jesse avouent leurs liaison: il avait été avec une collègue légiste lors d'un voyage d'affaires. Cela semblait être la fin de leur mariage, mais malgré des sentiments profondément blessés et une bataille pour la garde de leur fille, tous deux ont décidé que leur famille valait la peine qu'ils essaient de se retrouver.
Andrea a pu apparaître sur Jeopardy! dans la 5e saison de l'émission. Il est suggéré à la fin de l'épisode qu'Andrea a gagné.
À la fin de la saison, Jesse a reçu un stage à la Yale Law School et Andrea a également décidé de se faire transférer à Yale pour entrer dans leur programme pré-médical. Andrea réalise alors son rêve. Car, après avoir été admise, cette dernière avait refusé en raison des frais de scolarité élevés et d'une grand-mère malade. Après un au revoir en larmes à ses amis, on la montre enfin en train de partir vers ses rêves, sa famille en remorque, alors qu'elle se souvient de ses années lycée.

### Retour à Beverly Hills
Andrea a fait plusieurs apparitions en 1996, 1998 et dans la finale de la série en 2000. Lors de sa première visite, dans la finale de la saison 6 " Joyeux anniversaire ", Andrea revient en tant qu'invitée surprise à la fête du 21e anniversaire de Steve. Elle arbore une nouvelle coupe de cheveux courte et un sens de la mode bien amélioré, mais en plus d'être montrée en train d'interagir avec le groupe, elle a sa propre petite histoire en plus d'informer tout le monde que sa vie est belle et de donner des conseils à Kelly, dont la vie avait pris une mauvaise tournure.
D'autre part, Andrea est une figure centrale de l'épisode de la saison 8 " Rendez-vous dans cinq ans ", qui marque la réunion de cinquième année du groupe au lycée. Elle revient à Beverly Hills pour les retrouvailles, tout le monde supposant que cette "Super Woman", élue la plus susceptible de réussir au lycée, a réussi à tout avoir : carrière, bébé et mariage heureux. Lorsque nous revoyons Andrea pour la première fois, elle est au téléphone avec Jesse, se disputant au sujet de leur vie, criant qu'elle ne "voulait pas changer des couches pour le reste de sa vie". Elle essuie rapidement ses larmes et commence à prétendre que sa vie est en effet parfaite. Lorsqu'elle est informée par Brandon et Kelly qu'elle devrait prononcer un discours majeur à la réunion, l'orateur d'origine étant tombé, Andrea fait une crise émotionnelle et révèle la vérité à ses amis; sa vie est un gâchis, elle a abandonné l'école, elle est terriblement malheureuse et elle et Jesse sont en train divorcer. Après de nombreux allers-retours avec Brandon, qui est profondément déçue de ses décisions, Andrea précise que malgré les propos de jugement de Brandon, elle a tout essayé pour sauver son mariage, et qu'elle n'apprécie pas que son meilleur ami la juge au lieu de se tenir debout. Voyant qu'elle ne supporte pas de se tenir debout devant l'école et de détruire l'image que tout le monde a d'elle, Brandon fait le discours à sa place, incitant tout le monde à la réunion à arrêter de mentir sur l'endroit où ils se trouvent et à être simplement fier de ce qu'ils ont tous accompli jusque-là, même s'ils n'ont pas encore "dirigé le monde" comme ils l'avaient toujours prévu. Nous voyons pour la dernière fois Andrea partir danser avec un camarade de classe, qui lui-même admet qu'il a récemment divorcé.
La dernière apparition d'Andrea est son plus bref retour, où elle se présente pour la finale de la série "Ode à la joie". Elle fait partie de l'enterrement de vie de jeune fille de Donna, régale les participants avec l'histoire précédente de la façon dont ils sont tous devenus amis dans " La Soirée pyjama " de la saison 1 Elle révèle à Donna après le mariage, dont elle n'était qu'une invitée et non une demoiselle d'honneur, qu'Hannah se porte bien, mais ne fournit aucune information sur sa relation avec Jesse. Puisqu'elle semble ne pas porter d'alliance et que Donna ne pose pas de questions sur lui, on suppose qu'elle et Jesse ont effectivement divorcé comme elle l'a dit 2 saisons plus tôt. Le dernier plan d'Andrea est elle, avec tout le groupe sans Brenda et Brandon, et y compris Valerie Malone, dansant sur "Celebrate".

### Années manquantes
Après son départ en 1995, Andrea et Jesse ont fréquenté Yale tout en élevant Hannah. En 1998, il a été révélé qu'Andrea avait connu plusieurs problèmes : elle avait abandonné l'école et demandé le divorce de Jesse. Quelque temps après la finalisation de son divorce en 2000, elle et Hannah étaient retournées à Beverly Hills, où Hannah suivrait les traces de sa mère et deviendrait étudiante à West Beverly.

### 90210 Beverly Hills: Nouvelle Génération
La fille d'Andrea et Jesse, Hannah Vasquez, est étudiante à West Beverly Hills High et est présentatrice de nouvelles pour le programme d'information télévisée de l'école. Elle n'est apparue que dans l'épisode pilote, " Bienvenue à Beverly Hills ". Ryan Matthews, en voyant Hannah au journal télévisé, se tourne vers la classe et fait une remarque sur le fait qu'elle a l'air beaucoup plus âgée qu'une lycéenne. Ceci est évidemment en référence au fait que Gabrielle Carteris était la plus âgée du casting principal (ayant 29 ans au moment de la première saison).

### Beverly Hills: BH90210
Gabrielle Carteris est revenue dans la famille « 90210 » en rejoignant le casting du nouveau reboot « BH90210 ». Elle, comme le reste de la distribution, joue une version fictive d’elle-même.

## Réception
Le personnage a eu un accueil plutôt positif de la part des critiques,,,,,,. Lorsque Gabrielle Carteris est tombée enceinte dans la vraie vie, son personnage est également tombé enceinte dans la série, ce qui a suscité la controverse.